# Christian Wilhelm Franz Walch
Christian Wilhelm Franz Walch (1726-1784) est un théologien allemand.
Fils de Johann Georg Walch, il enseigne la théologie à Gœttingue et la philosophie à Iéna. Il publie :
- Histoire de la religion luthérienne, Iéna, 1783 ;
- Histoire des hérésies et des schismes, 1757-65, ouvrage qui s'arrête au XIe siècle ;
- Histoire de la moderne de la Religion, 1771-83.

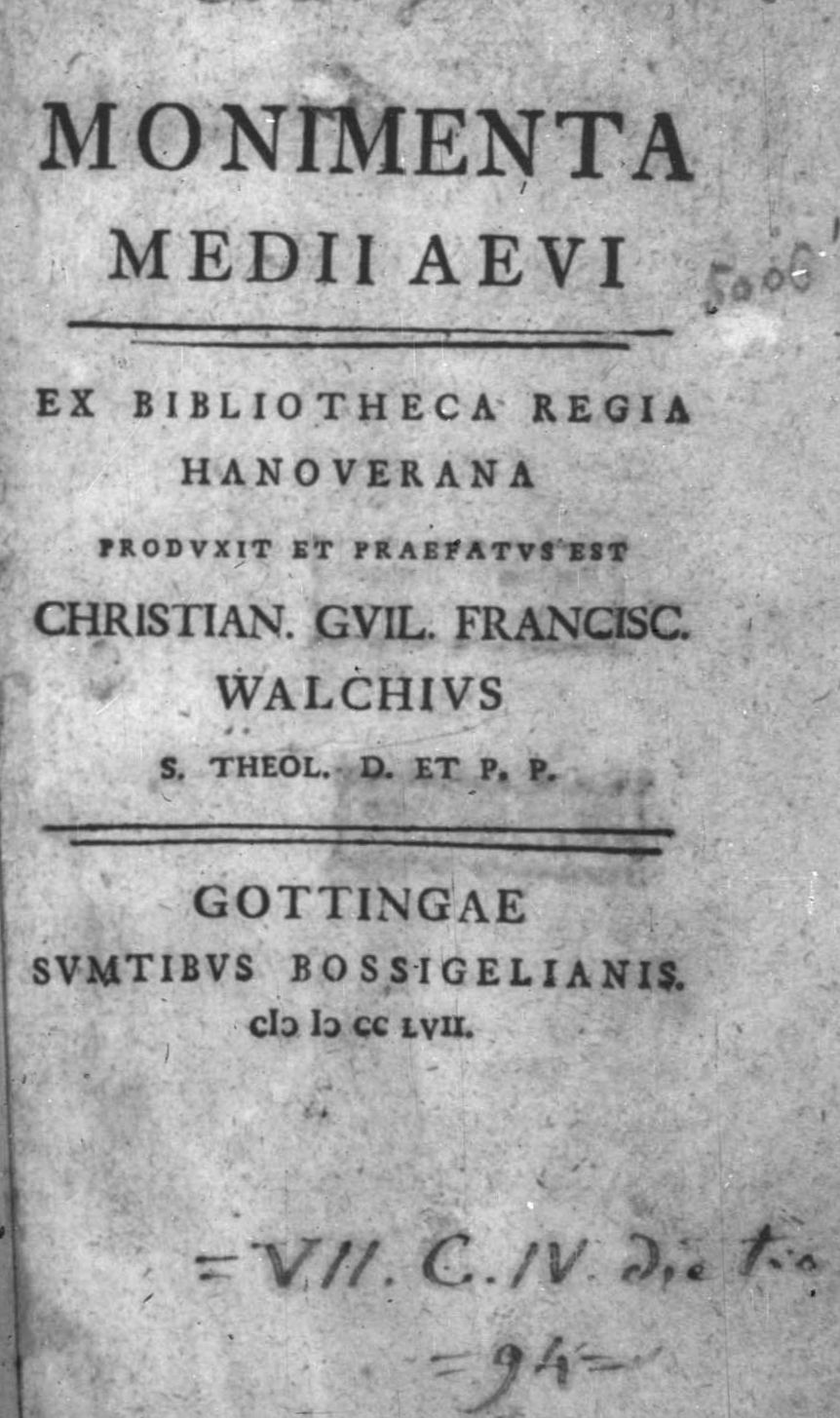
Monimenta Medii Aevi ex Bibliotheca regia Hanoverana, 1757

## Source
Marie-Nicolas Bouillet  et Alexis Chassang (dir.), « Chrétien Walch » dans Dictionnaire universel d’histoire et de géographie, 1878 (lire sur Wikisource)